# 10560 Michinari
A 10560 Michinari (ideiglenes jelöléssel 1993 TN) a Naprendszer kisbolygóövében található aszteroida. K. Endate és Vatanabe Kazuró fedezték fel 1993. október 8-án.